# Bầu cử tổng thống Hoa Kỳ 1872
Cuộc bầu cử tổng thống Hoa Kỳ năm 1872 là cuộc bầu cử tổng thống bốn năm một lần lần thứ 22, được tổ chức vào Thứ Ba, ngày 5 tháng 11 năm 1872. Bất chấp sự chia rẽ trong nội bộ Đảng Cộng hòa, Tổng thống đương nhiệm Ulysses S. Grant đã đánh bại ứng cử viên Đảng Cộng hòa Tự do (được chống lưng bởi Đảng Dân chủ) Horace Greeley.
Grant đã được nhất trí tái đề cử tại Đại hội toàn quốc Đảng Cộng hòa năm 1872, nhưng các đối thủ trong đảng của ông đã thành lập Đảng Cộng hòa Tự do và tổ chức một đại hội của riêng họ. Đại hội toàn quốc Đảng Cộng hòa Tự do năm 1872 sau cùng đã đề cử Greeley, một nhà báo từ New York, và soạn thảo một bản cương lĩnh kêu gọi cải cách dân vụ và chấm dứt Tái thiết. Các nhà lãnh đạo Đảng Dân chủ tin rằng hy vọng duy nhất của họ để đánh bại Grant là cùng nhau đoàn kết để ủng hộ Greeley, và Đại hội toàn quốc Đảng Dân chủ năm 1872 đã đề cử liên danh mà Đảng Cộng hòa Tự do đã đề cử trước đó.
Dù được chống lưng bởi liên minh giữa Đảng Cộng hòa Tự do và Đảng Dân chủ, Greeley là một nhà vận động chính trị tồi và Grant, do đó, vẫn được yêu thích rộng rãi. Grant đã giành chiến thắng cách biệt trong chiến dịch tái tranh cử của mình, thắng 31 trong số 37 bang, bao gồm một số bang miền Nam sẽ không bỏ phiếu cho Đảng Cộng hòa cho đến tận thế kỷ 20. Grant sẽ là người đương nhiệm cuối cùng thắng cử hai nhiệm kỳ liên tiếp cho đến tận khi William McKinley giành chiến thắng trong cuộc bầu cử tổng thống năm 1900, và cách biệt phần trăm phiếu phổ thông của ông là 11,8% là cách biệt lớn nhất từ năm 1856 đến năm 1904.
Vào ngày 29 tháng 11 năm 1872, sau khi số phiếu phổ thông được kiểm đếm, nhưng trước khi Đại cử tri đoàn nhóm họp, Greeley qua đời. Kết quả là các đại cử tri theo lý thuyết trước đó phải bầu cho Greeley đã buộc phải bỏ phiếu cho 4 ứng cử viên khác cho chức tổng thống và 8 ứng cử viên cho chức Phó Tổng thống. Cuộc bầu cử năm 1872 cũng là lần duy nhất trong lịch sử Hoa Kỳ mà một ứng cử viên Tổng thống từ 2 đảng lớn qua đời trong cuộc bầu cử. Cuộc bầu cử này đã xác lập kỷ lục về chuỗi chiến thắng lâu nhất của Đảng Cộng hòa trong lịch sử Hoa Kỳ với 4 cuộc bầu cử, một kỷ lục sẽ được lập một lần nữa bởi đảng Cộng hòa vào năm 1908. Bản thân Grant là 1 trong 4 Tổng thống Đảng Cộng hòa duy nhất đã phục vụ trọn vẹn  2 nhiệm kỳ, những người còn lại là Dwight D. Eisenhower, Ronald Reagan và George W. Bush.

## Đề cử

### Đề cử của Đảng Cộng hòa
| Đề cử của Đảng Cộng hòa              |                                                    |
| Ulysses S. Grant                     | Henry Wilson                                       |
| cho Tổng thống                       | cho Phó Tổng thống                                 |
|                                      |                                                    |
| Tổng thống Hoa Kỳ thứ 18 (1869–1877) | Thượng nghị sĩ Hoa Kỳ từ Massachusetts (1855–1873) |
|                                      |                                                    |

Tại đại hội, Đảng Cộng hòa đã đề cử Tổng thống Ulysses S. Grant ra tái tranh cử chức Tổng thống, nhưng lại đề cử Thượng nghị sĩ Henry Wilson từ Massachusetts tranh chức Phó Tổng thống thay vì Phó Tổng thống đương nhiệm Schuyler Colfax, mặc dù cả hai đều dính líu đến vụ bê bối Credit Mobilier nổ ra 2 tháng sau khi đại hội của Đảng Cộng hòa bế mạc. Một số người khác, vốn đã trở nên mệt mỏi với nạn tham nhũng tràn lan trong nội bộ chính quyền Grant, đã quyết định cùng nhau thành lập Đảng Cộng hòa Tự do.

### Đề cử của các đảng đối lập
Với hy vọng đánh bại Grant, Đảng Dân chủ đã ủng hộ cho các ứng cử viên của Đảng Cộng hòa Tự do.

#### Đề cử của Đảng Cộng hòa Tự do
Một nhóm những đảng viên Cộng hòa bất đồng chính kiến có ảnh hưởng đã rời khỏi đảng để thành lập Đảng Cộng hòa Tự do vào năm 1870. Tại đại hội toàn quốc duy nhất của đảng, được tổ chức ở Cincinnati năm 1872, biên tập viên tờ New York Tribune cựu Dân biểu Horace Greeley được đề cử làm Tổng thống ở lần bỏ phiếu thứ 6, đánh bại Charles Francis Adams. Sau đó, Thống đốc Missouri Benjamin Gratz Brown được đề cử làm Phó Tổng thống trong lần bỏ phiếu thứ hai.
| Đề cử của Đảng Cộng hòa Tự do                  |                                       |
| Horace Greeley                                 | Benjamin G. Brown                     |
| cho Tổng thống                                 | cho Phó Tổng thống                    |
|                                                |                                       |
| Dân biểu Hoa Kỳ từ khu 6, New York (1848–1849) | Thống đốc Missouri thứ 20 (1871–1873) |
| Chiến dịch                                     |                                       |
|                                                |                                       |

| Các ứng cử viên sau được sắp xếp theo số phiếu cao nhất mà họ nhận được sau nhiều lần bỏ phiếu |                                               |                                     |                                              |                                                       |                             |
| Charles Francis Adams Sr.                                                                      | Lyman Trumbull                                | Benjamin Gratz Brown                | David Davis                                  | Andrew Gregg Curtin                                   | Salmon P. Chase             |
|                                                                                                |                                               |                                     |                                              |                                                       |                             |
| Cựu Đặc phái viên tại Liên hiệp Anh từ Massachusetts (1861–1868)                               | Thượng nghị sĩ Hoa Kỳ từ Illinois (1855–1873) | Thống đốc Missourithứ 20(1871–1873) | Thẩm phán Đồng nhiệm từ Illinois (1862–1877) | Cựu Đặc phái viên tại Nga từ Pennsylvania (1869–1872) | Chánh ántừ Ohio (1864–1873) |
| 324 phiếu                                                                                      | 156 phiếu                                     | 95 phiếu                            | 93 phiếu                                     | 62 phiếu                                              | 32 phiếu                    |

#### Đề cử của Đảng Dân chủ
| Đề cử của Đảng Dân chủ năm 1868                |                                       |
| Horace Greeley                                 | Benjamin G. Brown                     |
| cho Tổng thống                                 | cho Phó Tổng thống                    |
|                                                |                                       |
| Dân biểu Hoa Kỳ từ khu 6, New York (1848–1849) | Thống đốc Missouri thứ 20 (1871–1873) |

Đại hội triệu tập tại Baltimore, Maryland, từ ngày 9 đến 10 tháng 7. Vì mong muốn đánh bại Ulysses S. Grant dâng cao, Đảng Dân chủ quyết định đề cử liên danh Greeley/Brown của Đảng Cộng hòa Tự do và thông qua cương lĩnh của họ. Greeley nhận được 686 trong số 732 phiếu bầu từ đại biểu, trong khi Brown nhận được 713. Thông qua cương lĩnh của Đảng Cộng hòa Tự do tức là Đảng Dân chủ đã chấp nhận chiến lược Khởi hành Mới, chiến lược đã bác bỏ cương lĩnh chống Tái thiết ban hành năm năm 1868. Họ nhận ra rằng để giành chiến thắng trong cuộc bầu cử, họ phải nhìn về tương lai chứ không thể mãi luẩn quẩn với các vấn đề liên quan đến Nội chiến. Họ cũng nhận ra rằng họ sẽ chỉ phân tán số phiếu chống Grant nếu họ đề cử một ứng cử viên không phải Greeley. Tuy nhiên, Greeley nổi tiếng từ lâu là một nhân vật chống đối Đảng Dân chủ tích cực nhất, do đó đã làm giảm mức độ ủng hộ của các đảng viên Đảng Dân chủ với ứng cử viên Tổng thống của chính họ.
Một số đảng viên Đảng Dân chủ lo lắng rằng việc ủng hộ Greeley sẽ khiến đảng sụp đổ ngay lập tức, giống như việc Đảng Whig trên bờ vực sụp đổ đã hoàn toàn sụp đổ sau khi ủng hộ ứng cử viên của Nhất Vô Sở Tri Millard Fillmore vào năm 1856, mặc dù những người khác cảm thấy rằng Đảng Dân chủ đang ở vị thế mạnh hơn nhiều so với trường hợp của đảng Whig. Hơn nữa, đảng Whig dường như đã sụp đổ trước năm 1856 và nhiều người còn dự đoán (chính xác, như đã xảy ra) rằng Đảng Cộng hòa Tự do sẽ không tồn tại lâu dài do không khác biệt gì nhiều về mặt tư tưởng với Đảng Cộng hòa. Một nhóm người do James A. Bayard lãnh đạo đã tìm cách đề cử một liên danh khác với liên danh của Đảng Cộng hòa Tự do, nhưng phần lớn họ sau cùng cũng đồng ý ủng hộ Greeley. Đại hội, chỉ kéo dài 6 giờ trong 2 ngày, là đại hội của đảng lớn ngắn nhất trong lịch sử.
Đảng Cộng hòa Tự do và Đảng Dân chủ sau đó hoạt động cùng dưới một tên ở tất cả các bang ngoại trừ Louisiana và Texas. Ở những bang mà đảng Cộng hòa mạnh hơn, đảng Cộng hòa Tự do hoạt động sôi nổi hơn; trong khi ở những bang mà Đảng Dân chủ mạnh hơn, Đảng Dân chủ hoạt động tích cực hơn. Ngay cả các nhà lãnh đạo Đảng Dân chủ như Thomas F. Bayard, vốn phản đổi Greeley, sau cùng cũng ủng hộ Greeley.

### Đề cử khác
Các ứng cử viên Tổng thống:
| Charles O'Conor                                                         | David Davis                                                                        |
| ----------------------------------------------------------------------- | ---------------------------------------------------------------------------------- |
|                                                                         |                                                                                    |
| Cựu Luật sư Hoa Kỳ tại quận ở Nam New York từ New York (Từ chối ứng cử) | Thẩm phán Tòa án Tối cao Hoa Kỳ từ Illinois (Rút lui vào ngày 24 tháng 6 năm 1872) |

#### Đảng Cải cách Lao động
Đảng Cải cách Lao động chỉ mới được thành lập vào năm 1870 bởi Đại hội Liên đoàn Lao động Quốc gia với hy vọng nó sẽ tham gia cuộc bầu cử Tổng thống năm 1872. Trước cuộc bầu cử Tổng thống năm 1872, đảng đã tổ chức nhiều chi nhánh cấp tiểu bang và đạt được chút thành công. Một trong những chiến thắng quan trọng của nó là thành lập một liên minh đa số với Đảng Dân chủ tại Hạ viện New Hampshire vào năm 1871, trong đó William Gove, thành viên của đảng này, được bầu làm Chủ tịch.
Đại hội toàn quốc đầu tiên của đảng được tổ chức tại Columbus, Ohio vào ngày 22 tháng 2 năm 1872. Ban đầu, đã có khá nhiều tranh luận về việc liệu đảng có nên thực sự đề cử bất kỳ ai cho chức vụ Tổng thống vào thời điểm đó hay không, hay họ nên đợi Đảng Cộng hòa Tự do đề cử liên danh của mình trước. Sau cùng, họ đề cử David Davis làm Tổng thống do ông đang dẫn đầu các cuộc thăm dò của Đảng Cộng hòa Tự do vào thời điểm đó. Joel Parker, Thống đốc New Jersey, được đề cử làm Phó Tổng thống.
Mặc dù Davis không từ chối đề cử chức Tổng thống của đảng Cải cách Lao động, nhưng ông đã quyết định ưu tiên giành được đề cử Đảng Cộng hòa Tự do hơn, để ít nhất ông có thể được họ bảo trợ chống lưng. Sau đại hội của đảng Cộng hòa Tự do, ông không giành được đề cử Tổng thống nên đã điện báo cho đảng Cải cách Lao động và thông báo cho họ về ý định rút lui hoàn toàn khỏi cuộc bầu cử. Sau đó, Joel Parker tiếp bước Davis và cũng rút lui.
Dại hội thứ hai được tổ chức vào ngày 22 tháng 8 tại Philadelphia, nơi họ quyết định rằng thay vì phạm sai lầm tương tự một lần nữa, đảng sẽ hợp tác với Đảng Dân chủ Thẳng thắn mới thành lập gần đây. Sau cuộc bầu cử, các chi nhánh cấp tiểu bang của đảng ngày càng ít hoạt động hơn, và đến năm sau, đảng này giải tán.  Hoạt động của đảng Cải cách Lao động vẫn tiếp tục đến năm 1878, khi các đảng viên Cải cách Lao động và Đồng bạc Xanh, cùng với các đảng khác, thành lập Đảng Quốc gia.

#### Đảng Dân chủ Thẳng thắn
Không muốn ủng hộ liên danh của đảng Dân chủ (Greeley/Brown), một nhóm hầu hết là đảng viên Đảng Dân chủ từ miền Nam đã tổ chức cái mà họ gọi là "đại hội" Đảng Dân chủ Thẳng thắn ở Louisville, Kentucky, vào ngày 11 tháng 8 năm 1872. Họ đề cử Charles O'Conor làm Tổng thống, người đã từ chối đề cử của họ qua điện tín; John Quincy Adams II cho chức Phó Tổng thống. Do không có thời gian để chọn người thay thế, đảng vẫn đề cử hai ứng cử viên. Họ nhận được 0,36% số phiếu phổ thông và không có phiếu trong Đại cử tri đoàn.

#### Đảng Quyền Bình đẳng
Victoria Woodhull được công nhận là người phụ nữ đầu tiên tranh cử Tổng thống. Bà được đề cử làm Tổng thống bởi Đảng Quyền Bình đẳng nhỏ. Frederick Doulass đã được đề cử làm Phó Tổng thống, mặc dù ông không tham dự Đại hội nhưng vẫn chấp nhận đề cử của đảng và đóng vai trò tích cực trong chiến dịch tranh cử.

## Tổng tuyển cử

### Chiến dịch
Chính quyền của Grant và những đảng viên Đảng Cộng hòa Cấp tiến của ông đã bị cáo buộc tham nhũng tràn lan, và Đảng Cộng hòa Tự do yêu cầu cải cách dân vụ và chấm dứt quá trình Tái thiết, bao gồm cả việc rút quân đội liên bang khỏi miền Nam. Cả Đảng Cộng hòa Tự do và Đảng Dân chủ đều thất vọng về ứng cử viên Greeley của họ. Là một nhà vận động kém cỏi với ít kinh nghiệm chính trị, sự nghiệp biên tập báo chí của Greeley đã khiến các đối thủ của ông có nhiều cơ hội để tấn công. Với những ký ức về những chiến thắng của mình trong Nội chiến, Grant dường như vẫn được công chúng yêu mến. Grant cũng có một ngân sách lớn cho chiến dịch của mình. Một nhà sử học từng nói rằng, "Chưa bao giờ một ứng cử viên nhận được nhiều tiền từ những người giàu có nhiều như Grant." Phần lớn quỹ chiến dịch của Grant đến từ các doanh nhân, bao gồm Jay Cooke, Cornelius Vanderbilt, Alexander Turney Stewart, Henry Hilton và John Astor.

#### Quyền Bầu cử của phụ nữ
Đây là cuộc bầu cử đầu tiên sau khi Hiệp hội Quốc gia về Quyền Bầu cử của phụ nữ (NWSA) và Hiệp hội Quyền Bầu cử của Phụ nữ Hoa Kỳ (AWSA) thành lập vào năm 1869. Do đó, các cuộc biểu tình đòi quyền bầu cử của phụ nữ trở nên phổ biến hơn. NWSA tổ chức hội nghị thường niên tại Thành phố New York vào ngày 9 tháng 5 năm 1872. Một số đại biểu đã ủng hộ Victoria Woodhull, người đã dành cả năm kể từ cuộc họp thường niên trước đó của NWSA để đi tới các vùng lân cận của Thành phố New York và phát biểu về lý do tại sao phụ nữ nên được phép bỏ phiếu. Các đại biểu đã chọn Victoria Woodhull ra tranh cử Tổng thống và Frederick Douglass làm Phó Tổng thống. Ông ấy đã không tham dự đại hội và không bao giờ chấp nhận đề cử, mặc dù ông ấy sẽ phục vụ với tư cách là Đại cử tri bầu Tổng thống trong Đại cử tri đoàn Hoa Kỳ cho bang New York. Woodhull đã có một loạt bài phát biểu xung quanh Thành phố New York trong chiến dịch tranh cử. Tài chính của bà ấy rất eo hẹp, và buộc phải vay tiền từ những người ủng hộ dù không thể trả lại cho họ. Vào một ngày trước cuộc bầu cử, Woodhull đã bị bắt vì "xuất bản một tờ báo tục tĩu" và vì vậy không thể bỏ phiếu cho chính mình. Woodhull thực ra chắc chắn không đủ tư cách để trở thành Tổng thống vào Ngày nhậm chức 4 tháng 3 năm 1873, không phải vì bà là phụ nữ, mà vì bà sẽ không đạt đến độ tuổi tối thiểu để trở thành Tổng thống theo quy định của Hiến pháp là 35 cho đến ngày 23 tháng 9 năm 1873; các nhà sử học do đó đã tranh luận về việc có nên coi các hoạt động của cô ấy là một chiến dịch bầu cử thực sự hay không. Woodhull và Douglass không được liệt kê trong "Kết quả Bầu cử" bên dưới, vì liên danh này nhận được số phiếu phổ thông không đáng kể và không nhận được bất kỳ phiếu đại cử tri nào. Ngoài ra, một số phụ nữ đã cố gắng bỏ phiếu trong cuộc bầu cử. Susan B. Anthony đã bị bắt khi bà đang cố gắng bỏ phiếu và bị phạt 100 đô la trong một phiên tòa sau đó.

### Kết quả

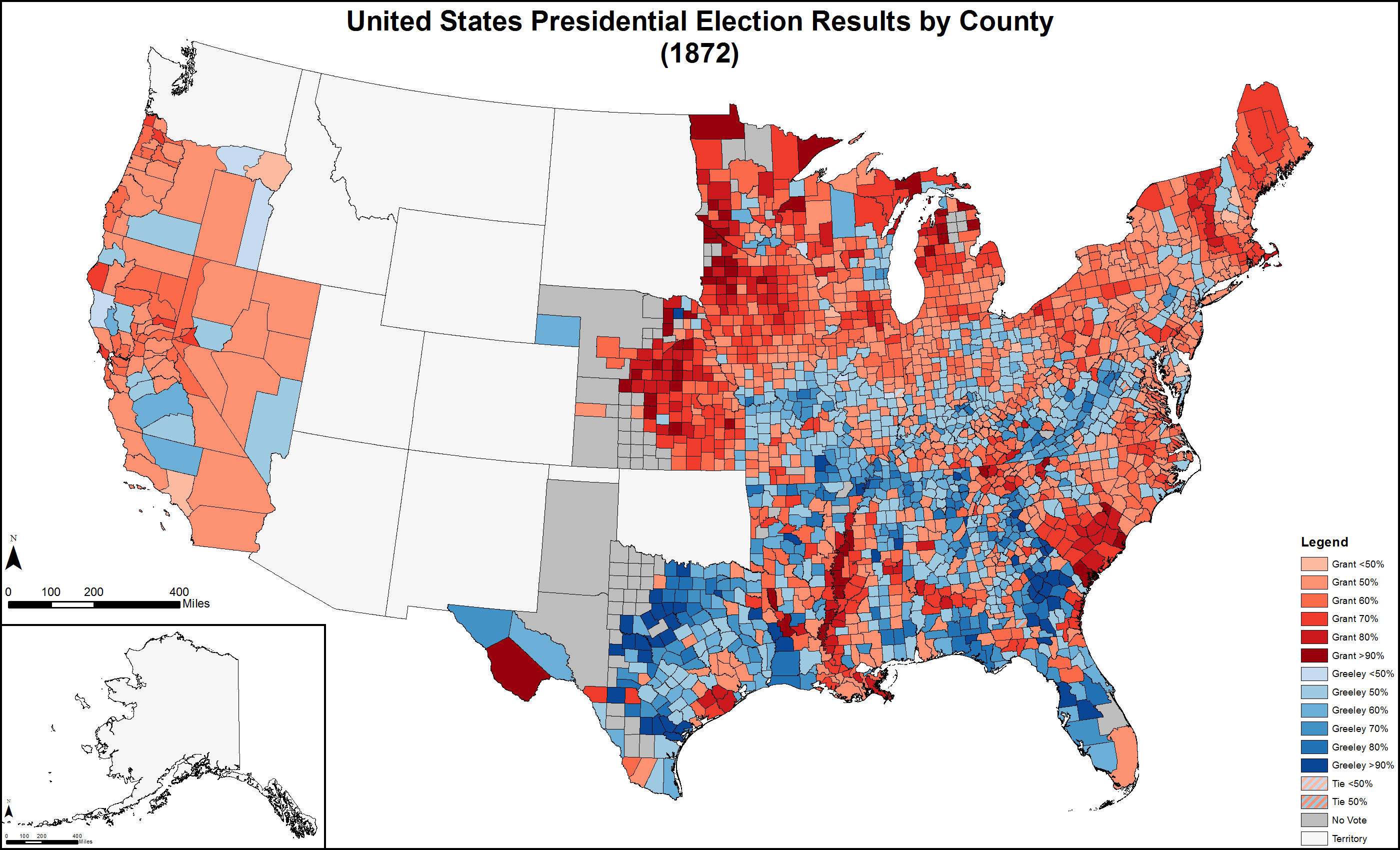
Kết quả theo quận,, được tô sắc theo phần trăm phiếu bầu: Đỏ dành cho Grant (Cộng hòa) và Xanh lam dành cho Greeley (Cộng hòa Tự do/Dân chủ).

Grant đã tái đắc cử một cách dễ dàng trước Greeley, với cách biệt tỷ lệ phiếu phổ thông là 11,8% tương ứng với 763.000 phiếu bầu.
Grant cũng thắng phiếu Đại cử tri đoàn với 286 phiếu; trong khi Greeley giành được 66 phiếu đại cử tri. Greeley qua đời vào ngày 29 tháng 11 năm 1872, 24 ngày sau cuộc bầu cử nhưng trước khi bất kỳ đại cử tri nào đáng lý phải bầu cho ông (từ Texas, Missouri, Kentucky, Tennessee, Georgia và Maryland) có thể nhóm họp và bỏ phiếu. Sau đó, 63 đại cử tri đáng ra phải bầu cho Greeley đã bỏ phiếu cho các đảng viên Đảng Dân chủ khác: 18 người trong số họ bỏ phiếu bầu Tổng thống cho đồng tranh cử của Greeley, Benjamin Gratz Brown, và 45 người bỏ phiếu bầu Tổng thống cho 3 người không phải là ứng cử viên.
Trong số 2.171 quận, Grant thắng 1.335 trong khi Greeley thắng 833. Ba quận được chia đều giữa Grant và Greeley.

### Tranh chấp
Trong phiên họp chung của Quốc hội để kiểm phiếu đại cử tri vào ngày 12 tháng 2 năm 1873, 5 bang đã phản đối kết quả bầu cử tại bang họ. Tuy nhiên, không giống như những phản đối sẽ được đưa ra vào năm 1877, những phản đối này sau cùng không ảnh hưởng đến kết quả của cuộc bầu cử.
| Bang        | Số đại cử tri | Thắng cử | Kết quả   | Lý do phản đối                                                                                                 | Phiếu Đại cử tri có được kiểm đếm không?                                             |
| ----------- | ------------- | -------- | --------- | --- | ------------------------------------------------------------------------------------ |
| Arkansas    | 6             | Grant    | Bác bỏ    | Nhiều cáo buộc khác nhau, bao gồm cả cáo buộc gian lận bầu cử                                                  | Không                                                                                |
| Lousiana    | 8             | Grant    | Bác bỏ    | Nhiều cáo buộc khác nhau, bao gồm cả cáo buộc gian lận bầu cử                                                  | Không                                                                                |
| Georgia     | 3/11          | Greeley  | Bác bỏ    | Phiếu bầu cho Horace Greeley làm Tổng thống sau khi ông qua đời, và do đó không đủ điều kiện đảm nhận chức vụ. | Có (chỉ phiếu cho ứng viên Phó Tổng thống B. Gratz Brown ) Không (phiếu cho Greeley) |
| Mississippi | 8             | Grant    | Chấp nhận | Những bất thường và lo ngại về tư cách đại cử tri của James J. Spelman                                         | Có                                                                                   |
| Texas       | 8             | Greeley  | Chấp nhận | Phát hiện nhiều bất thường                                                                                     | Có                                                                                   |

Cuộc bầu cử này là lần cuối cùng mà Arkansas bỏ phiếu cho Đảng Cộng hòa cho đến năm 1972, và là cuộc bầu cử cuối cùng Arkansas bỏ phiếu chống lại Đảng Dân chủ cho đến năm 1968. Alabama và Mississippi sẽ không bầu cho Đảng Cộng hòa cho đến năm 1964, và họ sẽ không bỏ phiếu chống lại Đảng Dân chủ cho đến năm 1948. Bắc Carolina và Virginia sẽ không bỏ phiếu cho Đảng Cộng hòa cho đến năm 1928. West Virginia, Delaware và New Jersey sẽ không bỏ phiếu cho Đảng Cộng hòa cho đến năm 1896.

### Bảng kết quả

#### Tổng quan
| Ứng cử viên Tổng thống         | Đảng                           | Bang nhà                       | Phiếu Phổ thông                | Phiếu Phổ thông                | Phiếu Đại cử tri | Đồng tranh cử              | Đồng tranh cử | Đồng tranh cử        |
| Ứng cử viên Tổng thống         | Đảng                           | Bang nhà                       | Số phiếu                       | %                              | Phiếu Đại cử tri | Ứng cử viên Phó Tổng thống | Bang nhà      | Phiếu Đại cử tri (a) |
| ------------------------------ | ------------------------------ | ------------------------------ | ------------------------------ | ------------------------------ | ---------------- | -------------------------- | ------------- | -------------------- |
| Ulysses S. Grant (đương nhiệm) | Cộng hòa                       | Illinois                       | 3,598,235                      | 55.6%                          | 286              | Henry Wilson               | Massachusetts | 286                  |
| Thomas Andrews Hendricks       | Dân chủ                        | Indiana                        | —(a)                           | —                              | 42               | —(c)                       |               | 42                   |
| Benjamin Gratz Brown           | Cộng hòa Tự do/Dân chủ         | Missouri                       | —(a)                           | —                              | 18               | —(c)                       |               | 18                   |
| Horace Greeley                 | Cộng hòa Tự do/Dân chủ         | New York                       | 2,834,761                      | 43.8%                          | 3(b)             | Benjamin Gratz Brown       | Missouri      | 3(b)                 |
| Charles Jones Jenkins          | Dân chủ                        | Georgia                        | —(a)                           | —                              | 2                | —(c)                       |               | 2                    |
| David Davis                    | Cộng hòa Tự do                 | Illinois                       | —(a)                           | —                              | 1                | —(c)                       |               | 1                    |
| Charles O'Conor                | Dân chủ Thẳng thắn             | New York                       | 18,602                         | 0.3%                           | 0                | John Quincy Adams II       | Massachusetts | 0                    |
| James Black                    | Cấm rượu                       | Pennsylvania                   | 5,607                          | 0.1%                           | 0                | John Russell               | Michigan      | 0                    |
| Khác                           | Khác                           | Khác                           | 10,473                         | 0.2%                           | 0                |                            |               |                      |
| Tổng cộng                      | Tổng cộng                      | Tổng cộng                      | 6,467,678                      | 100.0%                         | 352(d)           |                            |               |                      |
| Cần thiết để giành chiến thắng | Cần thiết để giành chiến thắng | Cần thiết để giành chiến thắng | Cần thiết để giành chiến thắng | Cần thiết để giành chiến thắng | 177(d)           |                            |               |                      |

(a) Những ứng cử viên này đã nhận được phiếu bầu từ các Đại cử tri vốn phải bầu cho Horace Greeley, người đã chết trước khi đại cử tri bỏ phiếu.
(b) Các phiếu bầu Phó Tổng thống của Brown đã được kiểm, nhưng các phiếu bầu Tổng thống của Horace Greeley đã bị bác bỏ vì ông không đủ điều kiện cho chức vụ Tổng thống do đã qua đời.
(c) Xem Kết quả theo liên danh bên dưới.
(d) 14 phiếu đại cử tri từ Arkansas và Louisiana đã bị bác bỏ. Nếu chúng không bị từ chối, Grant sẽ nhận được 300 phiếu đại cử tri trong tổng số 366, vượt 184 phiếu cần thiết để giành chiến thắng và ông sẽ trở thành ứng cử viên đầu tiên nhận được hơn 300 phiếu đại cử tri.

#### Phiếu bầu cho Phó Tổng thống
| Ứng cử viên Phó Tổng thống     | Đảng                           | Bang nhà                       | #   |
| ------------------------------ | ------------------------------ | ------------------------------ | --- |
| Henry Wilson                   | Cộng hòa                       | Massachusetts                  | 286 |
| Benjamin Gratz Brown           | Cộng hòa Tự do/Dân chủ         | Missouri                       | 47  |
| Alfred Holt Colquitt           | Dân chủ                        | Gruzia                         | 5   |
| George Washington Julian       | Cộng hòa Tự do                 | Ấn Độ                          | 5   |
| Thomas Elliott Bramlette       | Dân chủ                        | Kentucky                       | 3   |
| John McAuley Palmer            | Dân chủ                        | Illinois                       | 3   |
| Nathaniel Prentice Banks       | Cộng hòa Tự do                 | Massachusetts                  | 1   |
| William Slocum Groesbeck       | Cộng hòa Tự do/Dân chủ         | Ohio                           | 1   |
| Willis Benson Machen           | Dân chủ                        | Kentucky                       | 1   |
| John Quincy Adams II           | Dân chủ Thẳng thắn             | Massachusetts                  | 0   |
| John Russell                   | Cấm rượu                       | Michigan                       | 0   |
| Tổng cộng                      | Tổng cộng                      | Tổng cộng                      | 352 |
| Cần thiết để giành chiến thắng | Cần thiết để giành chiến thắng | Cần thiết để giành chiến thắng | 177 |

#### Biểu đồ Kết quả
| \| Phiếu Phổ thông \| Phiếu Phổ thông \| Phiếu Phổ thông \| Phiếu Phổ thông \| Phiếu Phổ thông \| \| --------------- \| --------------- \| --------------- \| --------------- \| --------------- \| \| \| \| \| \| \| \| Grant \| Grant \| \| 55.58% \| 55.58% \| \| Greeley \| Greeley \| \| 43.78% \| 43.78% \| \| O'Conor \| O'Conor \| \| 0.36% \| 0.36% \| \| Khác \| Khác \| \| 0.27% \| 0.27% \| |         |  |        |        |
| Phiếu Phổ thông |         |  |        |        |
| |         |  |        |        |
| Grant | Grant   |  | 55.58% | 55.58% |
| Greeley | Greeley |  | 43.78% | 43.78% |
| O'Conor | O'Conor |  | 0.36%  | 0.36%  |
| Khác | Khác    |  | 0.27%  | 0.27%  |

| \| Phiếu Đại cử tri \| Phiếu Đại cử tri \| Phiếu Đại cử tri \| Phiếu Đại cử tri \| Phiếu Đại cử tri \| \| ---------------- \| ---------------- \| ---------------- \| ---------------- \| ---------------- \| \| \| \| \| \| \| \| Grant \| Grant \| \| 81.25% \| 81.25% \| \| Greeley \| Greeley \| \| 18.75% \| 18.75% \| |         |  |        |        |
| Phiếu Đại cử tri |         |  |        |        |
| |         |  |        |        |
| Grant | Grant   |  | 81.25% | 81.25% |
| Greeley | Greeley |  | 18.75% | 18.75% |

#### Kết quả theo Liên danh
| Liên danh                | Liên danh                  | Phiếu Đại cử tri(a) |
| Ứng cử viên Tổng thống   | Ứng cử viên Phó Tổng thống | Phiếu Đại cử tri(a) |
| ------------------------ | -------------------------- | ------------------- |
| Ulysses S. Grant         | Henry Wilson               | 286 - 286           |
| Thomas Andrews Hendricks | Benjamin Gratz Brown       | 41 - 42             |
| Benjamin Gratz Brown     | Alfred Holt Colquitt       | 5 - 5               |
| Benjamin Gratz Brown     | George Washington Julian   | 4 - 5               |
| Benjamin Gratz Brown     | Thomas E. Bramlette        | 3 - 3               |
| Horace Greeley           | Benjamin Gratz Brown       | 3 - 3(b)            |
| Benjamin Gratz Brown     | John McAuley Palmer        | 2 - 3               |
| Charles J. Jenkins       | Benjamin Gratz Brown       | 2 - 2               |
| Benjamin Gratz Brown     | Nathaniel Prentiss Banks   | 1 - 1               |
| Benjamin Gratz Brown     | Willis Benson Machen       | 1 - 1               |
| Benjamin Gratz Brown     | William Slocum Groesbeck   | 0 - 1               |
| David Davis              | Benjamin Gratz Brown       | 0 - 1               |
| David Davis              | William Slocum Groesbeck   | 0 - 1               |
| David Davis              | George Washington Julian   | 0 - 1               |
| David Davis              | John McAuley Palmer        | 0 - 1               |
| Thomas Andrews Hendricks | William Slocum Groesbeck   | 0 - 1               |
| Thomas Andrews Hendricks | George Washington Julian   | 0 - 1               |
| Thomas Andrews Hendricks | John McAuley Palmer        | 0 - 1               |

(a)Nguồn được sử dụng không đủ dữ liệu để xác định liên danh thắng 4 phiếu đại cử tri ở Missouri; do đó, các liên danh có thể được liệt kê với số phiếu đại cử tri tối thiểu và tối đa có thể giành được.
(b) Các phiếu bầu Phó Tổng thống của Brown đã được kiểm đếm, nhưng các phiếu bầu Tổng thống cho Horace Greeley đã bị từ chối vì ông không đủ điều kiện cho chức vụ Tổng thống do ông qua đời dù họ cùng là một liên danh tranh cử.

### Kết quả theo địa lý

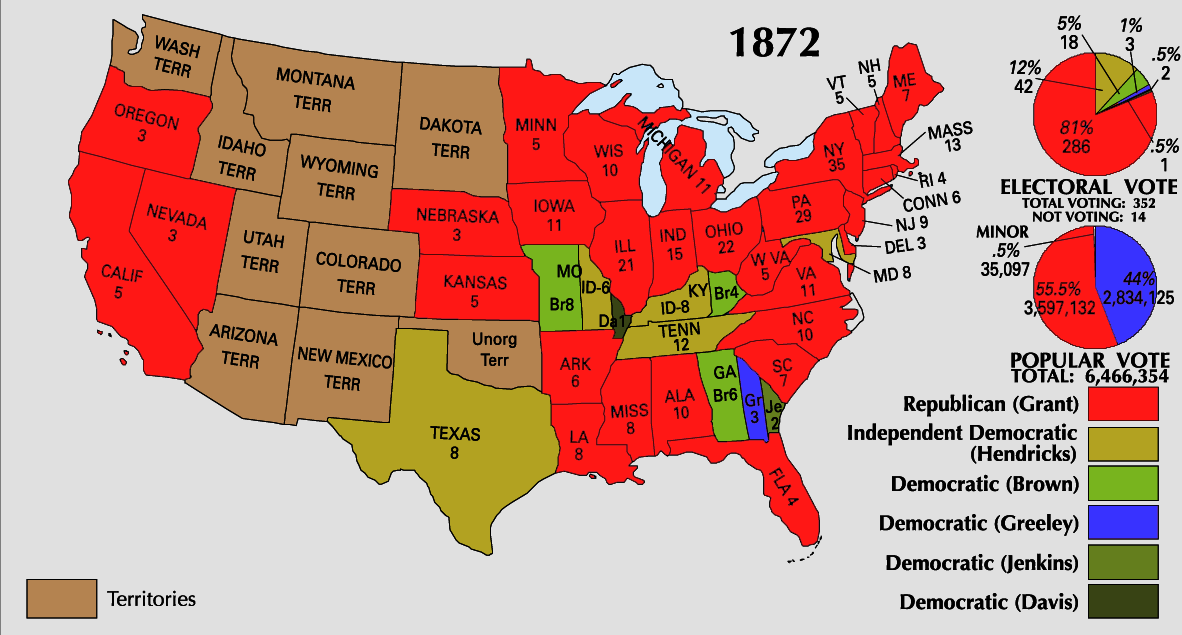
Kết quả Bầu cử

Kết quả theo Quận, được tô sắc theo phần trăm phiếu bầu

#### Kết quả theo Bản đồ

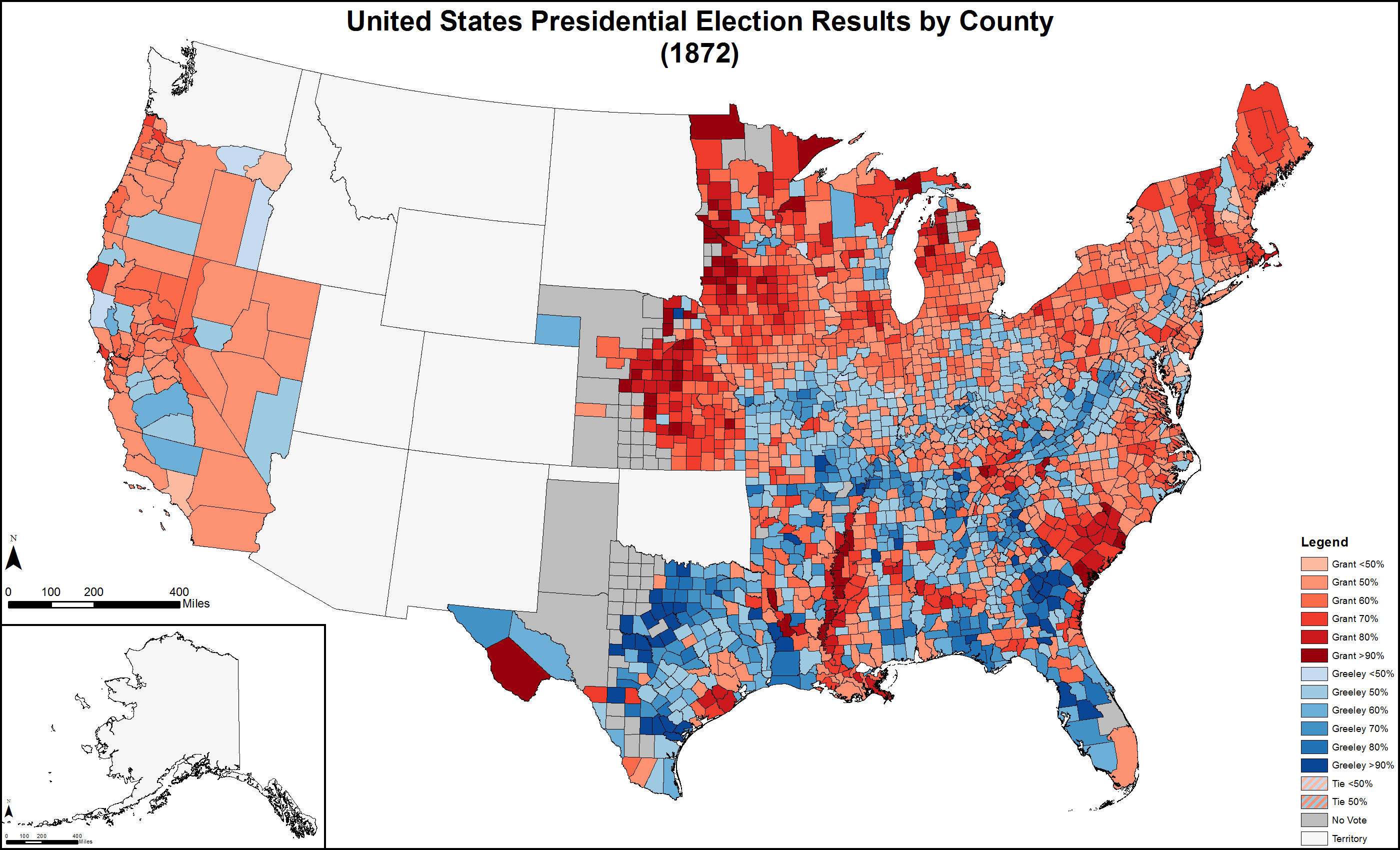
Kết quả theo quận
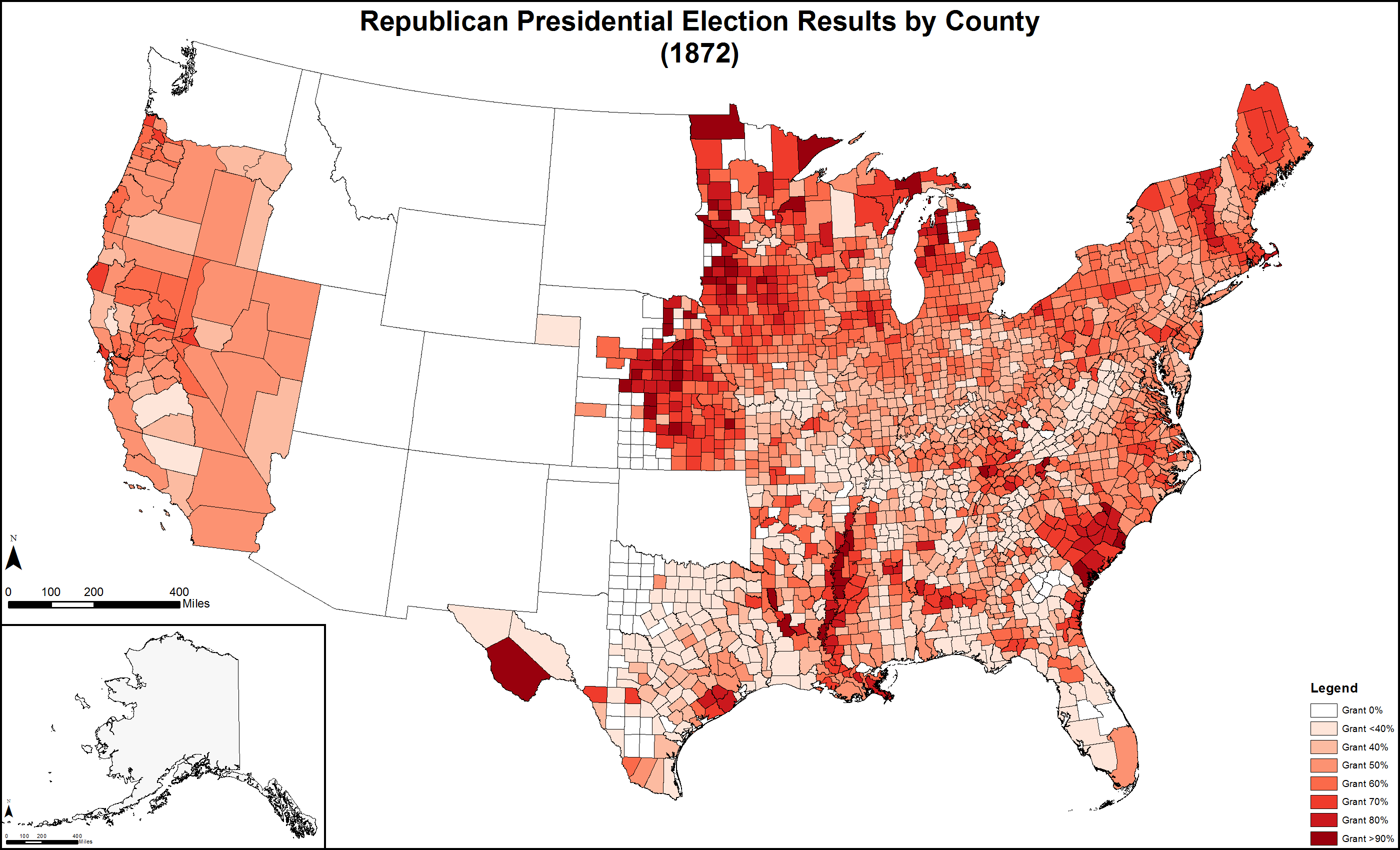
Quận bầu cho Đảng Cộng hòa
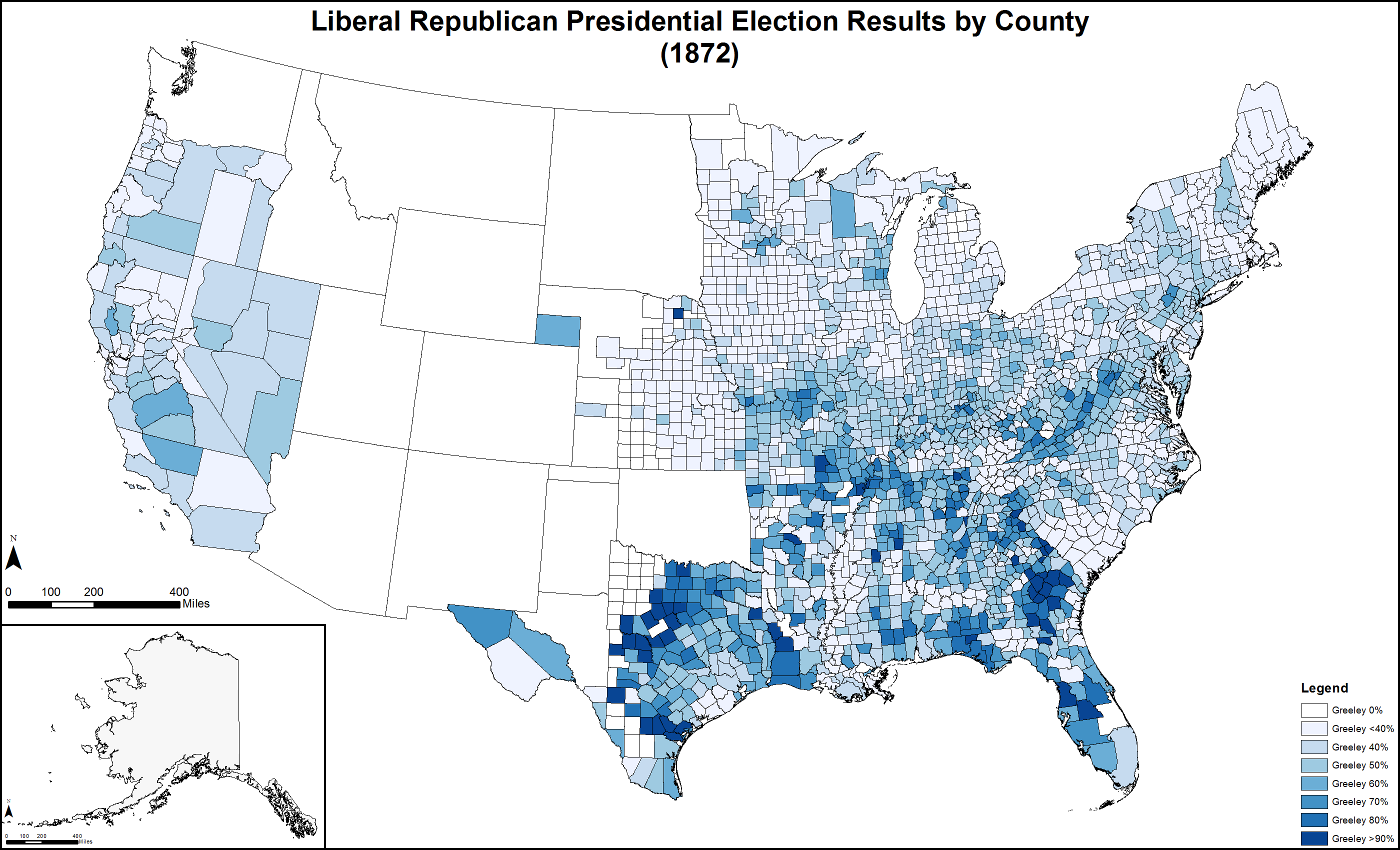
Quận bầu cho Đảng Cộng hòa Tự do/Đảng Dân chủ
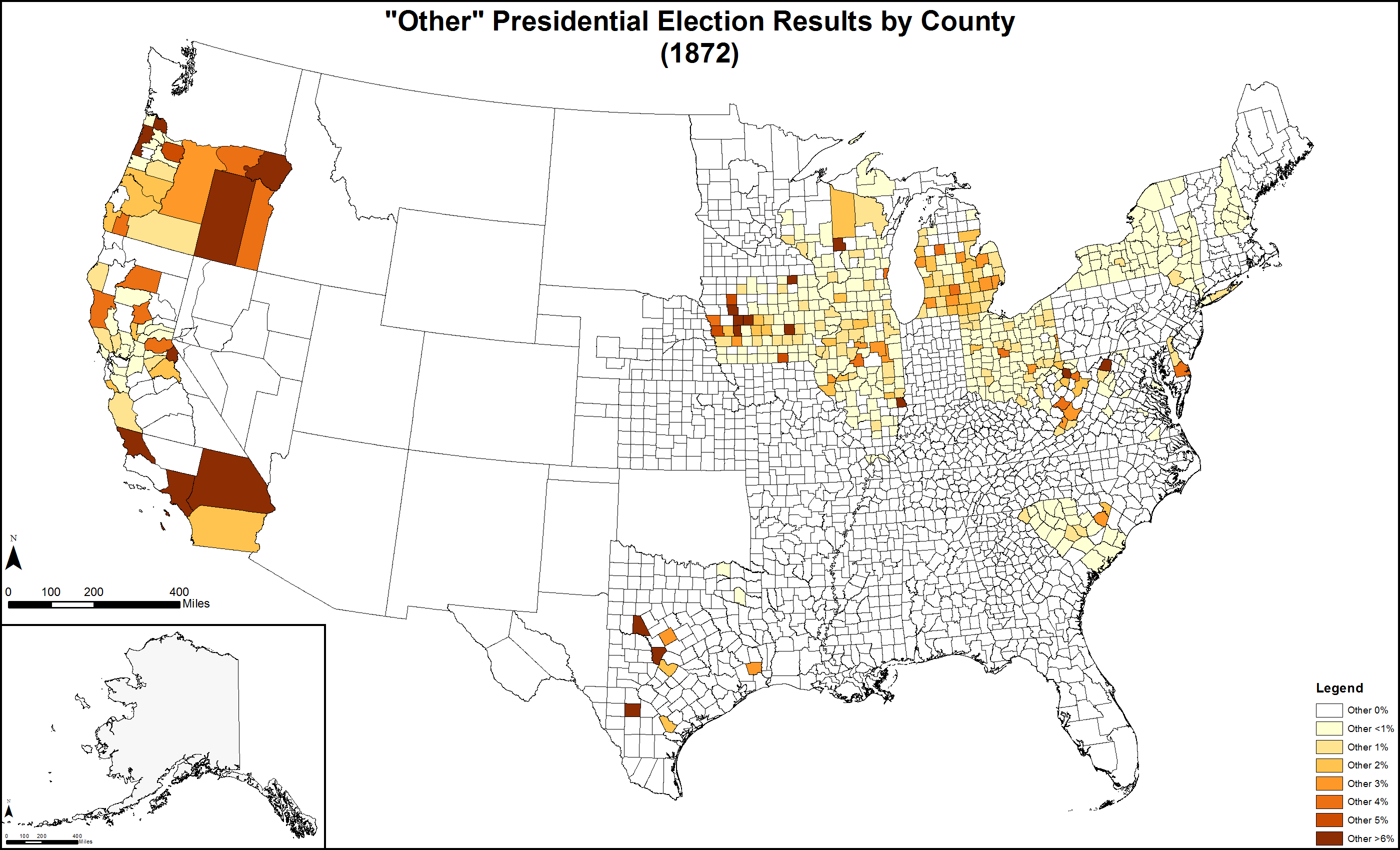
Quận bầu cho ứng cử viên "Khác"
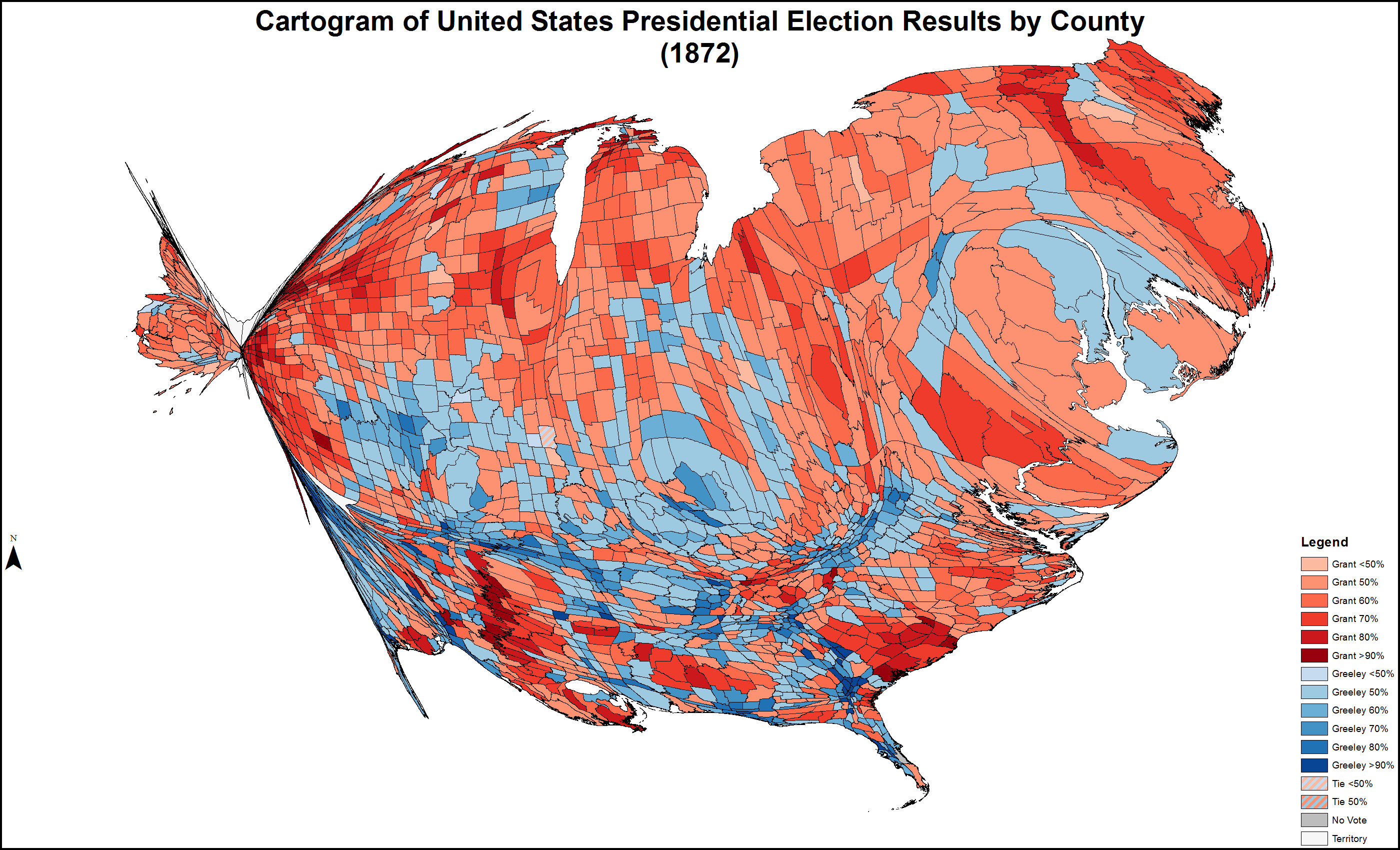
Tích đồ biểu thị kết quả theo quận
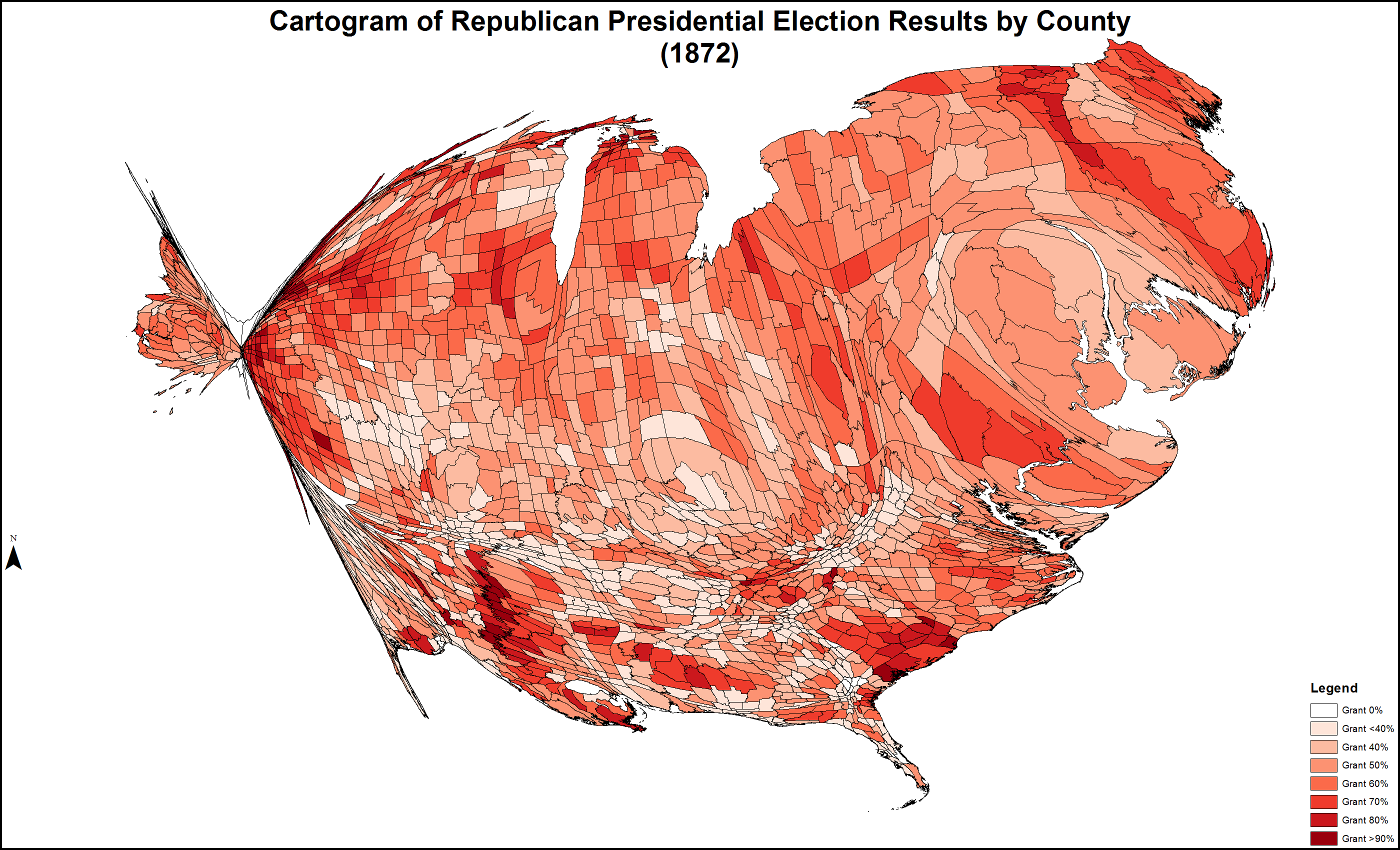
Tích đồ biểu thị Quận bầu cho Đảng Cộng hòa
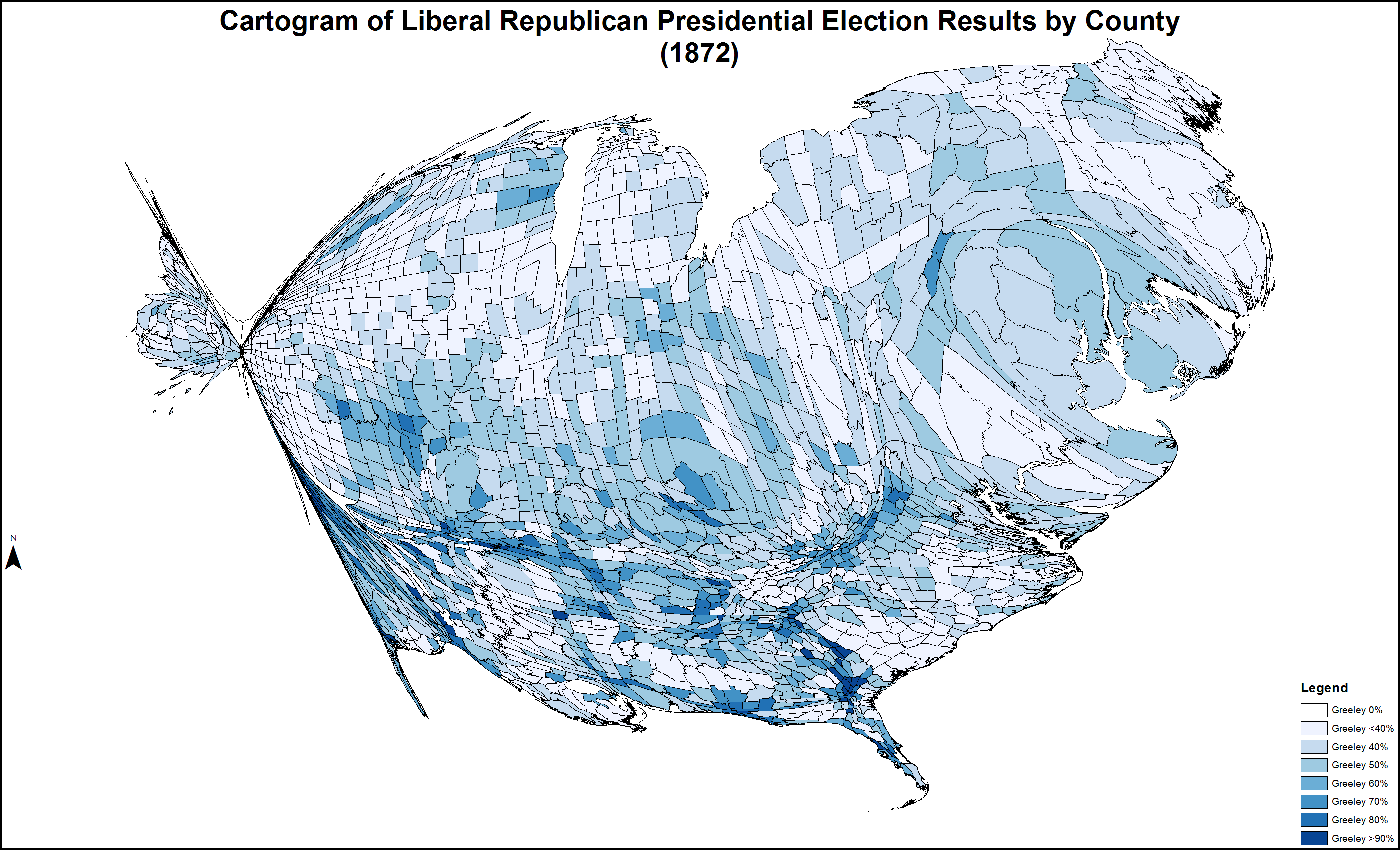
Tích đồ biểu thị Quận bầu cho Đảng Cộng hòa Tự do/Đảng Dân chủ
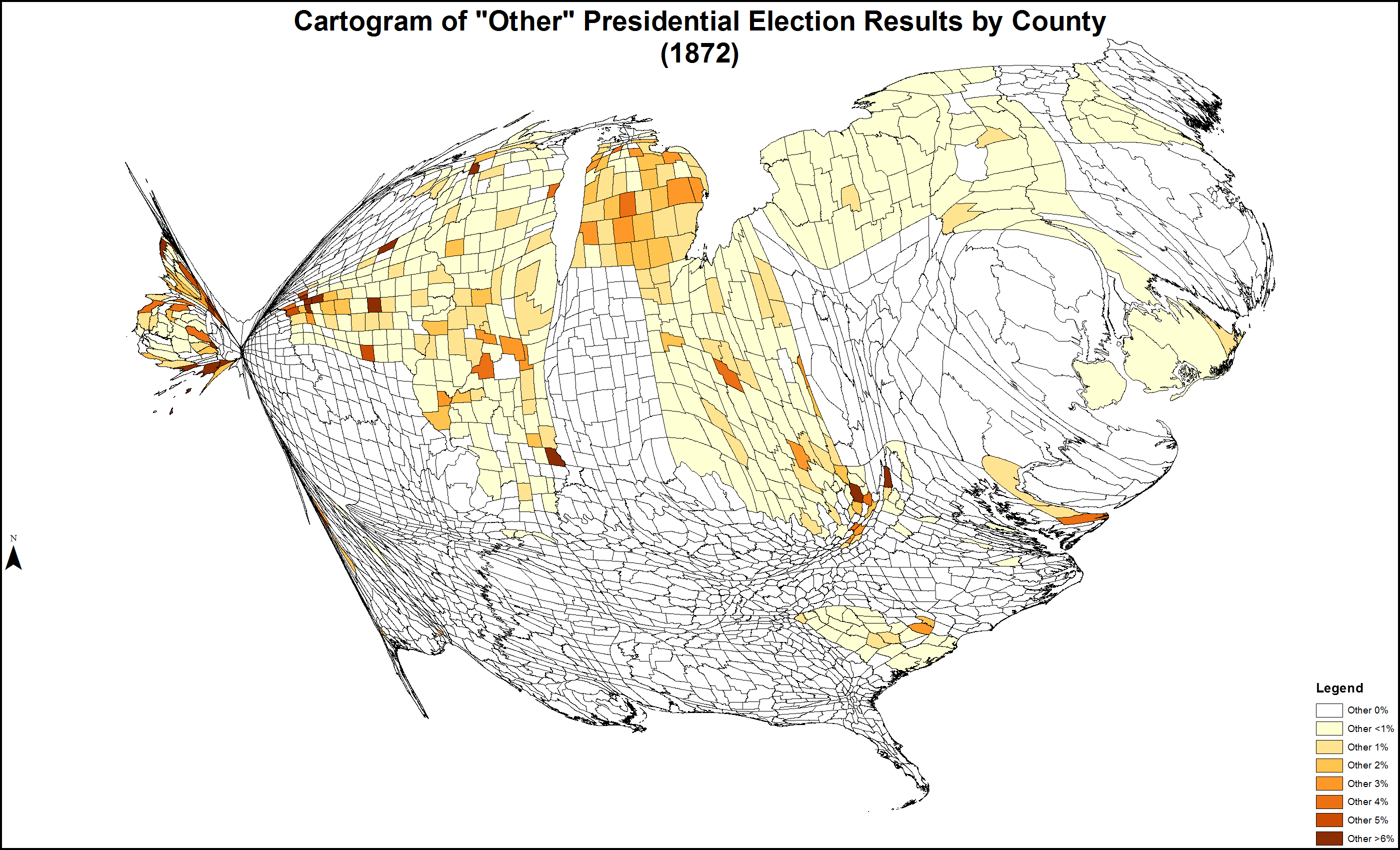
Tích đồ biểu thị Quận bầu cho ứng cử viên "Khác"

### Kết quả theo bang
Nguồn: Dữ liệu từWalter Dean Burnham, Presidential ballots, 1836–1892 (Johns Hopkins University Press, 1955) pp 247–57.
| Bang/Quận thắng bởi Greeley/Brown |
| Bang/Quận thắng bởi Grant/Wilson  |

|                |                  | Ulysses S. Grant Cộng hòa | Ulysses S. Grant Cộng hòa | Ulysses S. Grant Cộng hòa | Horace Greeley Dân chủ/Cộng hòa Tự do | Horace Greeley Dân chủ/Cộng hòa Tự do | Horace Greeley Dân chủ/Cộng hòa Tự do | Charles O'Conor Dân chủ Thẳng thắn | Charles O'Conor Dân chủ Thẳng thắn | Charles O'Conor Dân chủ Thẳng thắn | Cách biệt | Cách biệt | Tổng cộng | Tổng cộng |
| Bang           | phiếu đại cử tri | #                         | %                         | phiếu đại cử tri          | #                                     | %                                     | phiếu đại cử tri                      | #                                  | %                                  | phiếu đại cử tri                   | #         | %         | #         |           |
| -------------- | ---------------- | ------------------------- | ------------------------- | ------------------------- | ------------------------------------- | ------------------------------------- | ------------------------------------- | ---------------------------------- | ---------------------------------- | ---------------------------------- | --------- | --------- | --------- | --------- |
| Alabama        | 10               | 90,272                    | 53.19                     | 10                        | 79,444                                | 46.81                                 | -                                     | -                                  | -                                  | -                                  | 10,828    | 6.38      | 169,716   | AL        |
| Arkansas       | 6                | 41,373                    | 52.17                     | 0                         | 37,927                                | 47.83                                 | -                                     | -                                  | -                                  | -                                  | 3,446     | 4.35      | 79,300    | AR        |
| California     | 6                | 54,007                    | 56.38                     | 6                         | 40,717                                | 42.51                                 | -                                     | 1,061                              | 1.11                               | -                                  | 13,290    | 13.87     | 95,785    | CA        |
| Connecticut    | 6                | 50,314                    | 52.41                     | 6                         | 45,695                                | 47.59                                 | -                                     | -                                  | -                                  | -                                  | 4,619     | 4.81      | 96,009    | CT        |
| Delaware       | 3                | 11,129                    | 51.00                     | 3                         | 10,205                                | 46.76                                 | -                                     | 488                                | 2.24                               | -                                  | 924       | 4.23      | 21,822    | DE        |
| Florida        | 4                | 17,763                    | 53.52                     | 4                         | 15,427                                | 46.48                                 | -                                     | -                                  | -                                  | -                                  | 2,336     | 7.04      | 33,190    | FL        |
| Georgia        | 11               | 62,550                    | 45.03                     | -                         | 76,356                                | 54.97                                 | 11                                    | -                                  | -                                  | -                                  | -13,806   | -9.94     | 138,906   | GA        |
| Illinois       | 21               | 241,936                   | 56.27                     | 21                        | 184,884                               | 43.00                                 | -                                     | 3,151                              | 0.73                               | -                                  | 57,052    | 13.27     | 429,971   | IL        |
| Indiana        | 15               | 186,147                   | 53.00                     | 15                        | 163,632                               | 46.59                                 | -                                     | 1,417                              | 0.40                               | -                                  | 22,515    | 6.41      | 351,196   | IN        |
| Iowa           | 11               | 131,566                   | 60.81                     | 11                        | 81,636                                | 37.73                                 | -                                     | 2,221                              | 1.03                               | -                                  | 49,930    | 23.08     | 216,365   | IA        |
| Kansas         | 5                | 66,805                    | 66.46                     | 5                         | 32,970                                | 32.80                                 | -                                     | 156                                | 0.16                               | -                                  | 33,835    | 33.66     | 100,512   | KS        |
| Kentucky       | 12               | 88,766                    | 46.44                     | -                         | 99,995                                | 52.32                                 | 12                                    | 2,374                              | 1.24                               | -                                  | -11,229   | -5.87     | 191,135   | KY        |
| Louisiana      | 8                | 71,663                    | 55.69                     | 0                         | 57,029                                | 44.31                                 | -                                     | -                                  | -                                  | -                                  | 14,634    | 11.37     | 128,692   | LA        |
| Maine          | 7                | 61,426                    | 67.86                     | 7                         | 29,097                                | 32.14                                 | -                                     | -                                  | -                                  | -                                  | 32,329    | 35.71     | 90,523    | ME        |
| Maryland       | 8                | 66,760                    | 49.66                     | -                         | 67,687                                | 50.34                                 | 8                                     | -                                  | -                                  | -                                  | -927      | -0.69     | 134,447   | MD        |
| Massachusetts  | 13               | 133,455                   | 69.20                     | 13                        | 59,195                                | 30.69                                 | -                                     | -                                  | -                                  | -                                  | 74,260    | 38.50     | 192,864   | MA        |
| Michigan       | 11               | 138,758                   | 62.66                     | 11                        | 78,551                                | 35.47                                 | -                                     | 2,875                              | 1.30                               | -                                  | 60,207    | 27.19     | 221,455   | MI        |
| Minnesota      | 5                | 55,708                    | 61.27                     | 5                         | 35,211                                | 38.73                                 | -                                     | -                                  | -                                  | -                                  | 20,497    | 22.54     | 90,919    | MN        |
| Mississippi    | 8                | 82,175                    | 63.48                     | 8                         | 47,282                                | 36.52                                 | -                                     | -                                  | -                                  | -                                  | 34,893    | 26.95     | 129,457   | MS        |
| Missouri       | 15               | 119,196                   | 43.65                     | -                         | 151,434                               | 55.46                                 | 15                                    | 2,429                              | 0.89                               | -                                  | -32,238   | -11.81    | 273,059   | MO        |
| Nebraska       | 3                | 18,329                    | 70.68                     | 3                         | 7,603                                 | 29.32                                 | -                                     | -                                  | -                                  | -                                  | 10,726    | 41.36     | 25,932    | NE        |
| Nevada         | 3                | 8,413                     | 57.43                     | 3                         | 6,236                                 | 42.57                                 | -                                     | -                                  | -                                  | -                                  | 2,177     | 14.86     | 14,649    | NV        |
| New Hampshire  | 5                | 37,168                    | 53.94                     | 5                         | 31,425                                | 45.61                                 | -                                     | -                                  | -                                  | -                                  | 5,743     | 8.33      | 68,906    | NH        |
| New Jersey     | 9                | 91,656                    | 54.52                     | 9                         | 76,456                                | 45.48                                 | -                                     | -                                  | -                                  | -                                  | 15,200    | 9.04      | 168,112   | NJ        |
| New York       | 35               | 440,738                   | 53.23                     | 35                        | 387,282                               | 46.77                                 | -                                     | -                                  | -                                  | -                                  | 53,456    | 6.46      | 828,020   | NY        |
| North Carolina | 10               | 94,772                    | 57.38                     | 10                        | 70,130                                | 42.46                                 | -                                     | 261                                | 0.16                               | -                                  | 24,642    | 14.92     | 165,163   | NC        |
| Ohio           | 22               | 281,852                   | 53.24                     | 22                        | 244,321                               | 46.15                                 | -                                     | 1,163                              | 0.22                               | -                                  | 37,531    | 7.09      | 529,436   | OH        |
| Oregon         | 3                | 11,818                    | 58.66                     | 3                         | 7,742                                 | 38.43                                 | -                                     | 587                                | 2.91                               | -                                  | 4,076     | 20.23     | 20,147    | OR        |
| Pennsylvania   | 29               | 349,589                   | 62.07                     | 29                        | 212,041                               | 37.65                                 | -                                     | -                                  | -                                  | -                                  | 137,548   | 24.42     | 563,262   | PA        |
| Rhode Island   | 4                | 13,665                    | 71.94                     | 4                         | 5,329                                 | 28.06                                 | -                                     | -                                  | -                                  | -                                  | 8,336     | 43.89     | 18,994    | RI        |
| South Carolina | 7                | 72,290                    | 75.73                     | 7                         | 22,699                                | 23.78                                 | -                                     | 204                                | 0.21                               | -                                  | 49,591    | 51.95     | 95,452    | SC        |
| Tennessee      | 12               | 85,655                    | 47.84                     | -                         | 93,391                                | 52.16                                 | 12                                    | -                                  | -                                  | -                                  | -7,736    | -4.32     | 179,046   | TN        |
| Texas          | 8                | 47,468                    | 40.71                     | -                         | 66,546                                | 57.07                                 | 8                                     | 2,580                              | 2.21                               | -                                  | -19,078   | -16.36    | 116,594   | TX        |
| Vermont        | 5                | 41,480                    | 78.29                     | 5                         | 10,926                                | 20.62                                 | -                                     | 553                                | 1.04                               | -                                  | 30,554    | 57.67     | 52,980    | VT        |
| Virginia       | 11               | 93,463                    | 50.47                     | 11                        | 91,647                                | 49.49                                 | -                                     | 85                                 | 0.05                               | -                                  | 1,816     | 0.98      | 185,195   | VA        |
| West Virginia  | 5                | 32,320                    | 51.74                     | 5                         | 29,532                                | 47.28                                 | -                                     | 615                                | 0.98                               | -                                  | 2,788     | 4.46      | 62,467    | WV        |
| Wisconsin      | 10               | 104,994                   | 54.60                     | 10                        | 86,477                                | 44.97                                 | -                                     | 834                                | 0.43                               | -                                  | 18,517    | 9.16      | 192,305   | WI        |
| TỔNG CỘNG:     | 366              | 3,597,439                 | 55.58                     | 286                       | 2,833,710                             | 43.78                                 | 66                                    | 23,054                             | 0.36                               | -                                  | 763,729   | 11.80     | 6,471,983 | US        |

### Tiểu bang sít sao
Màu đỏ biểu thị bang đảng viên Cộng hòa Ulysses S. Grant thắng; Xanh biểu thị bang đảng viên Cộng hòa Tự do/Dân chủ Horace Greeley thắng.
Các bang có tỷ lệ chiến thắng dưới 1% (19 phiếu đại cử tri)
1. Maryland 0.69% (927 phiếu)
2. Virginia 0.98% (1,816 phiếu)

Các bang có tỷ lệ chiến thắng từ 1% đến 5% (32 phiếu đại cử tri)
1. Delaware 4.23% (924 phiếu)
2. Tennessee 4.32% (7,736 phiếu)
3. Arkansas 4.35% (3,446 phiếu)
4. West Virginia 4.46% (2,788 phiếu)
5. Connecticut 4.81% (4,619 phiếu)

Các bang có tỷ lệ chiến thắng 5% đến 10% (133 phiếu đại cử tri):
1. Kentucky 5.87% (11,229 phiếu)
2. Alabama 6.38% (10,828 phiếu)
3. Indiana 6.41% (22,515 phiếu)
4. New York 6.46% (53,456 phiếu)
5. Florida 7.04% (2,336 phiếu)
6. Ohio 7.09% (37,531 phiếu)
7. New Hampshire 8.33% (5,743 phiếu)
8. New Jersey 9.04% (15,200 phiếu)
9. Wisconsin 9.16% (18,517 phiếu)
10. Georgia 9.94% (13,806 phiếu)

## Sự sụp đổ của Đảng Cộng hòa Tự do
Mặc dù tổ chức cấp quốc gia của đảng sụp đổ sau năm 1872, một số thành viên Đảng Cộng hòa Tự do vẫn tiếp tục phục vụ trong Quốc hội sau cuộc bầu cử năm 1872. Hầu hết các Dân biểu Đảng Cộng hòa Tự do cuối cùng đã gia nhập Đảng Dân chủ. Bên ngoài miền Nam, một số Đảng viên Đảng Cộng hòa Tự do tìm cách thành lập một đảng mới đối lập với Đảng Cộng hòa, nhưng Đảng viên Đảng Dân chủ không muốn rời đảng của họ và ngay cả những đảng tương đối thành công như Đảng Cải cách của Wisconsin sau cùng cũng sụp đổ. Ngay cả Đảng Cộng hòa Tự do Missouri vô cùng nổi tiếng cũng sụp đổ khi Đảng Dân chủ trở lại là đảng đối lập chính với Đảng Cộng hòa. Trong những năm tiếp theo, các đảng viên Cộng hòa Tự do trước đây đã trở thành thành viên có uy tín của cả hai đảng lớn.